# Ceraspis vestita
Ceraspis vestita är en skalbaggsart som beskrevs av Blanchard 1850. Ceraspis vestita ingår i släktet Ceraspis och familjen Melolonthidae. Inga underarter finns listade i Catalogue of Life.